# Santa Maria de Peralta
Santa Maria de Peralta és una obra del municipi de Renau (Tarragonès) inclosa en l'Inventari del Patrimoni Arquitectònic de Catalunya.

## Descripció
En estat total de ruïna, sols se'n conserven algunes parets i el campanar d'espadanya, d'època posterior.
La planta tenia una nau de 15 m. x 4 m. i la porta sembla que estava al costat nord.
La coberta, de fusta a dues vessants sobre arcs apuntats de pedra, està del tot ensorrada

## Història
L'església de Santa Maria de Peralta sembla una obra del segle xiv, que en devia substituir una d'anterior. L'espadanya i la sagristia són més tardanes.
Procedents d'aquesta església es conserven, al Museu Diocesà de Tarragona, unes pintures murals del segle xiv (dels pocs exemples de l'època a terres de Tarragona) i un retaule del segle xv, i també objectes litúrgics.